# La rue est mon église
La rue est mon église est un essai du prêtre et éducateur spécialisé Guy Gilbert publié en 1980. Il est dans la continuité de l'essai semi-autobiographique Un prêtre chez les loubards (1978).

## Contenu
Dans La rue est mon église, Guy Gilbert évoque son expérience ecclésiale parallèlement à son expérience auprès des jeunes qu'il côtoie, et parle notamment du décalage entre ces jeunes et l'Église.

Candide Moix cite un passage où Guy Gilbert interpelle les jeunes et les incite à agir pour mieux vivre la messe : 

« Combien de jeunes me disent qu'ils en ont marre de la messe, qu'elle ne leur apporte rien ! Je leur réponds : “Que faites-vous pour qu'elle soit vivante, humaine ? Si vous vous butez à l'inertie des prêtres, interrogez-les, provoquez-les, mais ne décrochez pas. Si votre soif ne peut s'assouvir là où vous êtes, cherchez ailleurs l'eucharistie source de vie. Il me semble impossible que dans ton quartier, ta ville ou ta région, il n'y ait pas une eucharistie qui t'apporte le souffle d'amour et d'espérance que tu cherches. […] Cherche et vas-y”. »

Jean-Luc Moens retient surtout de ce livre la confiance que Guy Gilbert a dans tous les jeunes et dans leur potentiel, disant que « derrière le pire des salauds, il y a quelqu'un de merveilleux qui dort. »